# Norra Möre och Stranda domsagas valkrets
Norra Möre och Stranda domsagas valkrets var under perioden 1866–1911 en av de åtta enmandatsvalkretsarna för landsbygden i Kalmar län vid val till andra kammaren i den svenska riksdagen. Från och med valet 1911 kom valkretsområdet att tillhöra  Kalmar läns södra valkrets.

## Riksdagsmän
- Johan Ohlsson, lantmannapartiet (1867–1869)
- Gustaf Jonsson, lantmannapartiet (1870–1884)
- Johan Eklund, lantmannapartiet 1885–1887, nya lantmannapartiet 1888–1893 (1885–1893)
- Per Olof Lundell, nya lantmannapartiet 1894, lantmannapartiet 1895–1911 (1894–1911)

## Valresultat

### 1896
| Andrakammarvalet i Sverige 1896: Norra Möre och Stranda domsagas valkrets | Andrakammarvalet i Sverige 1896: Norra Möre och Stranda domsagas valkrets | Andrakammarvalet i Sverige 1896: Norra Möre och Stranda domsagas valkrets | Andrakammarvalet i Sverige 1896: Norra Möre och Stranda domsagas valkrets | Andrakammarvalet i Sverige 1896: Norra Möre och Stranda domsagas valkrets |
| Kandidat                                                                  | Kandidat                                                                  | Röster                                                                    | Röster                                                                    | Röster                                                                    |
| Kandidat                                                                  | Kandidat                                                                  | Antal                                                                     | %                                                                         | +− %                                                                      |
| ------------------------------------------------------------------------- | ------------------------------------------------------------------------- | ------------------------------------------------------------------------- | ------------------------------------------------------------------------- | ------------------------------------------------------------------------- |
|                                                                           | Per Olof Lundell                                                          | 253                                                                       | 62,0                                                                      |                                                                           |
|                                                                           | Christopher Rappe                                                         | 136                                                                       | 33,3                                                                      |                                                                           |
|                                                                           | Övriga kandidater                                                         | 19                                                                        | 4,7                                                                       | —                                                                         |
| Antal giltiga röster                                                      | Antal giltiga röster                                                      | 408                                                                       |                                                                           |                                                                           |
| Kasserade röster                                                          | Kasserade röster                                                          | 1                                                                         |                                                                           |                                                                           |
| Totalt                                                                    | Totalt                                                                    | 409                                                                       |                                                                           |                                                                           |

Valdeltagandet var 33,9%.

### 1899
| Andrakammarvalet i Sverige 1899: Norra Möre och Stranda domsagas valkrets | Andrakammarvalet i Sverige 1899: Norra Möre och Stranda domsagas valkrets | Andrakammarvalet i Sverige 1899: Norra Möre och Stranda domsagas valkrets | Andrakammarvalet i Sverige 1899: Norra Möre och Stranda domsagas valkrets | Andrakammarvalet i Sverige 1899: Norra Möre och Stranda domsagas valkrets |
| Kandidat                                                                  | Kandidat                                                                  | Röster                                                                    | Röster                                                                    | Röster                                                                    |
| Kandidat                                                                  | Kandidat                                                                  | Antal                                                                     | %                                                                         | +− %                                                                      |
| ------------------------------------------------------------------------- | ------------------------------------------------------------------------- | ------------------------------------------------------------------------- | ------------------------------------------------------------------------- | ------------------------------------------------------------------------- |
|                                                                           | Per Olof Lundell                                                          | 116                                                                       | 87,2                                                                      | ▲25,2%                                                                    |
|                                                                           | Närmaste kandidat                                                         | 7                                                                         | 5,3                                                                       |                                                                           |
|                                                                           | Övriga kandidater                                                         | 10                                                                        | 7,5                                                                       | —                                                                         |
| Antal giltiga röster                                                      | Antal giltiga röster                                                      | 133                                                                       |                                                                           |                                                                           |
| Kasserade röster                                                          | Kasserade röster                                                          | 1                                                                         |                                                                           |                                                                           |
| Totalt                                                                    | Totalt                                                                    | 134                                                                       |                                                                           |                                                                           |

Valet ägde rum den 26 augusti 1899. Valdeltagandet var 10,8%.

### 1902
| Andrakammarvalet i Sverige 1902: Norra Möre och Stranda domsagas valkrets | Andrakammarvalet i Sverige 1902: Norra Möre och Stranda domsagas valkrets | Andrakammarvalet i Sverige 1902: Norra Möre och Stranda domsagas valkrets | Andrakammarvalet i Sverige 1902: Norra Möre och Stranda domsagas valkrets | Andrakammarvalet i Sverige 1902: Norra Möre och Stranda domsagas valkrets |
| Kandidat                                                                  | Kandidat                                                                  | Röster                                                                    | Röster                                                                    | Röster                                                                    |
| Kandidat                                                                  | Kandidat                                                                  | Antal                                                                     | %                                                                         | +− %                                                                      |
| ------------------------------------------------------------------------- | ------------------------------------------------------------------------- | ------------------------------------------------------------------------- | ------------------------------------------------------------------------- | ------------------------------------------------------------------------- |
|                                                                           | Per Olof Lundell                                                          | 150                                                                       | 88,2                                                                      | ▲1,0%                                                                     |
|                                                                           | Närmaste kandidat                                                         | 8                                                                         | 4,7                                                                       |                                                                           |
|                                                                           | Övriga kandidater                                                         | 12                                                                        | 7,1                                                                       | —                                                                         |
| Antal giltiga röster                                                      | Antal giltiga röster                                                      | 170                                                                       |                                                                           |                                                                           |
| Kasserade röster                                                          | Kasserade röster                                                          | 0                                                                         |                                                                           |                                                                           |
| Totalt                                                                    | Totalt                                                                    | 170                                                                       |                                                                           |                                                                           |

Valet ägde rum den 6 september 1902. Valdeltagandet var 13,5%.

### 1905
| Andrakammarvalet i Sverige 1905: Norra Möre och Stranda domsagas valkrets | Andrakammarvalet i Sverige 1905: Norra Möre och Stranda domsagas valkrets | Andrakammarvalet i Sverige 1905: Norra Möre och Stranda domsagas valkrets | Andrakammarvalet i Sverige 1905: Norra Möre och Stranda domsagas valkrets | Andrakammarvalet i Sverige 1905: Norra Möre och Stranda domsagas valkrets |
| Kandidat                                                                  | Kandidat                                                                  | Röster                                                                    | Röster                                                                    | Röster                                                                    |
| Kandidat                                                                  | Kandidat                                                                  | Antal                                                                     | %                                                                         | +− %                                                                      |
| ------------------------------------------------------------------------- | ------------------------------------------------------------------------- | ------------------------------------------------------------------------- | ------------------------------------------------------------------------- | ------------------------------------------------------------------------- |
|                                                                           | Per Olof Lundell                                                          | 423                                                                       | 82,8                                                                      | ▼5,4%                                                                     |
|                                                                           | O. Idström i Mönsterås                                                    | 58                                                                        | 11,3                                                                      |                                                                           |
|                                                                           | Övriga kandidater                                                         | 30                                                                        | 5,9                                                                       | —                                                                         |
| Antal giltiga röster                                                      | Antal giltiga röster                                                      | 511                                                                       |                                                                           |                                                                           |
| Kasserade röster                                                          | Kasserade röster                                                          | 2                                                                         |                                                                           |                                                                           |
| Totalt                                                                    | Totalt                                                                    | 513                                                                       |                                                                           |                                                                           |

Valet ägde rum den 10 september 1905. Valdeltagandet var 33,1%.

### 1908
| Andrakammarvalet i Sverige 1908: Norra Möre och Stranda domsagas valkrets | Andrakammarvalet i Sverige 1908: Norra Möre och Stranda domsagas valkrets | Andrakammarvalet i Sverige 1908: Norra Möre och Stranda domsagas valkrets | Andrakammarvalet i Sverige 1908: Norra Möre och Stranda domsagas valkrets | Andrakammarvalet i Sverige 1908: Norra Möre och Stranda domsagas valkrets |
| Kandidat                                                                  | Kandidat                                                                  | Röster                                                                    | Röster                                                                    | Röster                                                                    |
| Kandidat                                                                  | Kandidat                                                                  | Antal                                                                     | %                                                                         | +− %                                                                      |
| ------------------------------------------------------------------------- | ------------------------------------------------------------------------- | ------------------------------------------------------------------------- | ------------------------------------------------------------------------- | ------------------------------------------------------------------------- |
|                                                                           | Per Olof Lundell                                                          | 575                                                                       | 87,4                                                                      | ▲4,6%                                                                     |
|                                                                           | Albert Olsson (liberal)                                                   | 79                                                                        | 12,0                                                                      |                                                                           |
|                                                                           | Övriga kandidater                                                         | 4                                                                         | 0,6                                                                       | —                                                                         |
| Antal giltiga röster                                                      | Antal giltiga röster                                                      | 658                                                                       |                                                                           |                                                                           |
| Kasserade röster                                                          | Kasserade röster                                                          | 4                                                                         |                                                                           |                                                                           |
| Totalt                                                                    | Totalt                                                                    | 662                                                                       |                                                                           |                                                                           |

Valet ägde rum den 6 september 1908. Valdeltagandet var 43,3%.